# Silvestre de Balboa
Pour les articles homonymes, voir Balboa.
Œuvres principales
- Espejo de Paciencia

Silvestre de Balboa Troya Quesada, né le 30 juillet 1563 à Las Palmas (Grande Canarie) et mort à Cuba dans les années 1640, est un écrivain canarien, auteur du poème épique Espejo de paciencia (1608), considéré comme la première œuvre littéraire écrite sur le sol cubain.
Il s'installe à Cuba vers 1590/1600, d'abord à Manzanillo Bayamo, puis à Camagüey.